# Manipulation
Manipulation é um filme de curta-metragem animado britânico de 1991, dirigido e escrito por Daniel Greaves. Venceu o Oscar de melhor curta-metragem de animação na edição de 1992.